# フラワーデモ

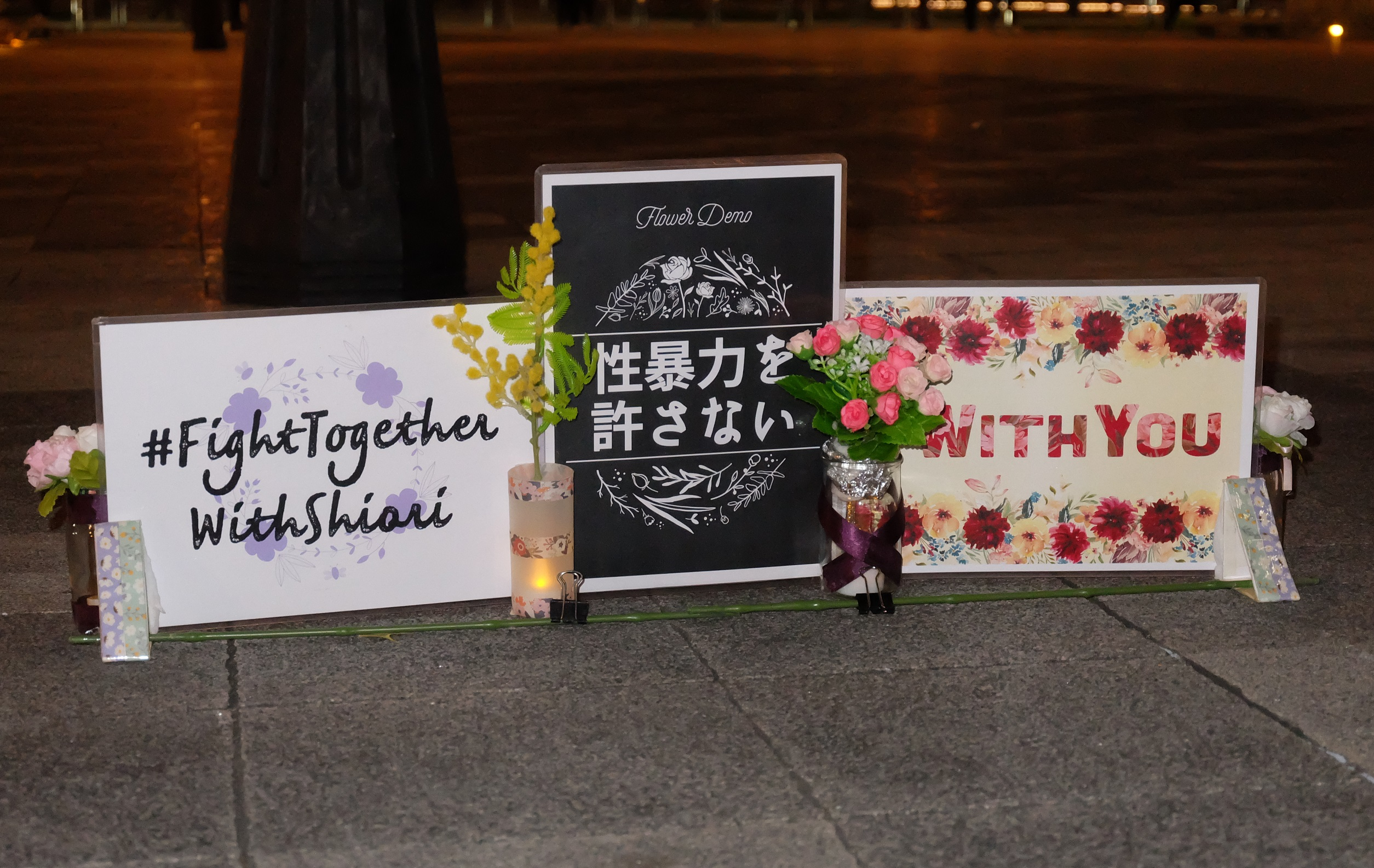
フラワーデモ東京
参加者が作ったアピールボード

フラワーデモは、花を身につけて性暴力に抗議する社会運動である。2019年4月11日に始まって以降、毎月11日に日本各地で実施されている。

## 概要
2019年3月に続いた性暴力の無罪判決（後述）を受け、作家の北原みのり、エトセトラブックス社長の松尾亜紀子等が呼びかけ、4月11日午後7時、東京駅行幸通りではじまった。被害者によりそう#WithYouの声を上げるために、その象徴として花を持ち寄り集まろうと呼びかけた。この日、東京駅には450人以上が花を持ち集まった。この日をきっかけに、翌月には福岡の女性たちが声をあげ、正式に「フラワーデモ」と名付け、5月11日には東京、大阪、福岡でデモが同時開催された。
その後、名古屋、仙台、札幌と広がりをみせ、毎月11日に花を持ち、性暴力被害者に寄り添うデモが行われている。2020年2月11日には全国40ほどの都道府県で開かれた。スペインでもフラワーデモが同時開催された。2019年12月11日にはNHKのEテレで20時から放送されている『ハートネットTV』で生中継されることになった。
女性への性暴力が契機となって始まったイベントだが、男性の参加を拒絶するものではなく、性暴力に反対する男性や、男性の性暴力被害者も参加し、スピーチをしている。

## 背景
この運動の直接の契機とされる性犯罪事件は次の4つで、いずれも2019年3月に地裁で無罪判決が言い渡された。1件のみは控訴せず無罪が確定したが、残る3件についてはいずれも高裁で逆転有罪となり、最高裁で有罪・求刑通りの懲役が確定した。
3月12日 福岡地裁久留米支部
2017年2月5日、福岡市博多区の会社役員の44歳男性が、福岡市の飲食店でのサークルと称した飲み会で、当時22歳の女性が飲酒で深酔いして抵抗できない状況にある中、性的暴行をしたとして準強姦罪（法改正後の準強制性交等罪）で起訴された。
女性が抵抗できる状態でなかった抗拒不能状態としながらも、「女性が許容していると被告が誤信してしまうような状況にあった」と誤信したので男性の故意が認められないとして無罪判決が出された。
2020年2月5日、福岡高裁で逆転有罪となり、求刑通り懲役4年が言い渡された。
2021年5月12日、最高裁で被告の上告が棄却され、高裁判決が確定した。
3月19日 静岡地裁浜松支部
コンビニ帰りの女性が外国人男性から口腔性交を強要された強制性交等致死傷事件。
加害男性からみて「明らかにそれと分かる形での抵抗はなかった」として、裁判員裁判で無罪判決が出された。
控訴せず無罪が確定した。
3月26日 名古屋地裁岡崎支部
娘が中学2年生のときから性虐待をしていた実父の準強姦事件。
娘への性的暴行を認めながらも、「抵抗しようと思えばできた」として無罪判決が出された。
2020年3月12日、名古屋高裁で逆転有罪となり、求刑通り懲役10年が言い渡された。
2020年11月4日、最高裁で被告の上告が棄却され、高裁判決が確定した。
3月28日 静岡地裁
当時12歳の娘へ実父が性虐待を行った強制性交等罪事件。家から押収された児童ポルノ所持罪でも起訴された。
家が狭く「同室の家族が気づかないのは不自然」であり信ぴょう性がないとして無罪判決が出された。
2020年12月21日、東京高裁で逆転有罪となり、求刑通り懲役7年が言い渡された。
2021年9月15日、最高裁で被告の上告が棄却され、高裁判決が確定した。
例えば、名古屋地裁での事案は次の通りであった。当時19歳の娘に対して、父親が殴る蹴るの暴行を加えた上、ホテルに連れ込み性交したとされる事件である。恐怖で抵抗できなかったとして準強制性交等罪で起訴したが、暴行と性交の間に時間差があるため、本当に抵抗不能だったのか疑わしいとして性的暴行は認めつつ無罪判決となった。この判決と同時期に性犯罪裁判での無罪判決が連続した。この判決は、2020年3月12日、名古屋高等裁判所によって破棄され、父親に求刑通り懲役10年の有罪判決が下された。高裁判決では「被害女性は当時、抵抗することが困難な状態だった」ことが認定され、被害者が性交を拒否した時にあざができるほど暴行を受けたことなどを挙げ、地裁判決が「抗拒不能状態を否定した事情は、むしろ肯定する事情となり得る」などと指摘した。また地裁判決について、「父親が実の子に対し、継続的に行った性的虐待の一環だという実態を十分に評価していない」と批判した。被害女性は判決後、コメントを発表し、「今日の判決が出て、やっと少しホッとできるような気持ちです」、「あの時の自分と今なお被害で苦しんでいる子どもに声をかけるとしたら、『勇気を持って一歩踏み出して欲しい』と伝えたい」などと訴えた。

## トラブル
2021年8月6日に発生した小田急線刺傷事件を受け、「女性というだけで命を脅かされる社会はおかしい」として抗議するフラワーデモが行われるなどの動きに対し、ネット上では運動参加者を誹謗中傷する投稿が相次いだほか、声を挙げた人に対して、事件で使用された凶器と同じタイプの刃物の写真を送ったり、無言電話をかけたりする者が続出した。
2023年3月8日の国際女性デーに合わせ、東京都新宿区歌舞伎町（トー横）でフラワーデモが行われたが、一般社団法人Colaboの活動を妨害する目的で集まった男性たちの妨害に遭い、安全のためにサイレントスタンディングを途中で中止せざるを得ない事態となった。

### 草津町フラワーデモに関する問題

#### 女性町議による性被害の虚偽告発事件
2019年11月15日、群馬県草津町の町会議員を務めていた女性が、当時の町長から肉体関係を強いられたとする内容を含む電子書籍を発売して、性被害を告発するとともに、前橋地方検察庁に告訴した。これに対し、町長を務める男性は、一貫して告発の内容を否定していた。
前橋地検は、女性町議が、性被害にあったとされる時点に町長室で録音したテープを入手して性被害が疑われるような物音がないことを確認し、町長を不起訴とした。これを受けて、町長は、女性町議と同書籍の著者に対し、虚偽告訴や名誉毀損として告訴するとともに、損害賠償を求める民事訴訟を提起した。
また、2019年12月2日に、草津町議会は女性町議を除名処分としたところ、女性町議が群馬県知事に不服を申し立て、2020年8月に除名処分が取り消された。
これを受けて、2020年12月、草津町の町民らによる解職請求（リコール）が成立し、女性町議は解職された。
2023年11月、前橋地裁における民事訴訟において、女性町議は、町長と肉体関係はなかったと認めたことから、2024年1月に、前橋地裁は、女性町議と電子書籍の著者に対し、賠償を命じる判決を下した。

#### 草津町フラワーデモ
草津町における女性町議のリコールに対して、「草津町フラワーデモ」を名乗る運動が実施され、一般社団法人Springが連帯を表明するなど、盛り上がりを見せた。その運動では、同団体の代表理事が「セカンドレイプの町草津」と呼称するなど、町全体を貶める発言がみられた。
一般社団法人Springは、2023年12月5日に、団体としての見解を示す文書を発表し、町長と町民に対して謝罪した。

## 関連文献
『フラワーデモを記録する』エトセトラブックス、2020年4月11日、ISBN 978-4909910059